# Takashi Fujii (Fußballspieler)
Takashi Fujii (japanisch 藤井 貴 Fujii Takashi; * 28. April 1986 in der Präfektur Aichi) ist ein ehemaliger japanischer Fußballspieler.

## Karriere
Fujii erlernte das Fußballspielen in der Jugendmannschaft von Júbilo Iwata. Seinen ersten Vertrag unterschrieb er 2005 bei Júbilo Iwata. Der Verein spielte in der höchsten Liga des Landes, der J1 League. Für den Verein absolvierte er zwei Erstligaspiele. 2007 wurde er an den Zweitligisten Ehime FC ausgeliehen. Für den Verein absolvierte er 26 Ligaspiele. 2008 kehrte er zu Júbilo Iwata zurück. Danach spielte er bei Shizuoka FC, Shatin SA, Sun Hei SC, Unsommet Iwate Hachimantai und AC Nagano Parceiro. 2014 wechselte er zum Drittligisten Blaublitz Akita. Für den Verein absolvierte er 23 Ligaspiele. 2015 wechselte er zum Ligakonkurrenten FC Ryukyu. Für den Verein absolvierte er 28 Ligaspiele.